# Concili de Maruèjols
El concili de Maruèjols (o Marvejols) fou una reunió de bisbes i nobles francs principalment de la Provença, celebrat el final del 589 o començament del 590 a la frontera entre el Gavaldà, el Roergue i l'Alvèrnia, al lloc on hi ha la moderna població de Marvejols, occità Maruèjols. Hi van assistir diversos bisbes i els principals senyors del país (sacerdotibus et viris magnificis). El concili fou convocat especialment per resoldre la situació de Tetràdia, la vídua de Desideri de Tolosa, que vivia retirada a Agen des de la mort del seu marit.
Tetràdia s'havia casat en primeres noces amb el comte Eulali, un senyor d'Alvèrnia que la maltractava de manera extrema i era un home expert en tota mena de crims i disbauxes. Tetràdia, per salvar la vida, el va haver d'abandonar junt amb un fill que havien tingut emportant-se tot el que va poder de la casa del comte. Apartada del marit va tenir relacions amoroses amb Vir (Virus), que era nebot del seu marit, fins al punt que van decidir casar-se encara que el matrimoni pogués ser incestuós, cosa que no aturava a Vir, però al qual espantava tant el seu oncle que finalment va enviar a Tetràdia i al seu fill, amb els béns que s'havien emportat, sota la protecció del duc Desideri de Tolosa, esperant que s'hi podria casar més tard. Desideri se'n va enamorar i quan Eulali va matar el seu nebot Vir, Desideri s'hi va casar per consolar-la; quan Eulali va reclamar a Tetràdia, Desideri ja s'hi havia casat i llavors el comte va agafar violentament d'un monestir una noia jove i s'hi va casar públicament, renunciant de fet a Tetràdia, ja que no podia fer res contra Desideri que era més poderós. No obstant a la mort de Desideri (587) la situació va canviar, i Eulali va reclamar la restitució dels béns que Tetràdia s'havia emportat quan va fugir de casa i va demanar un concili per decidir-ho.
Eulali i Tetràdia van comparèixer davant l'assemblea i els bisbes i nobles van donar la raó al comte. Tetràdia fou condemnada a tornar, dels seus propis béns, quatre vegades el valor del que s'havia emportat. Els fills de Tetràdia i Desideri foren declarats bastards.